# Линковщина (Браславский район)
Линковщина (бел. Лінкаўшчына) — деревня в Браславском районе Витебской области Беларуси. Входит в состав Тетерковского сельсовета.

## География
Деревня находится в западной части Витебской области, к северу от озера Укля, на расстоянии приблизительно 15 километров (по прямой) к востоко-юго-востоку от города Браслав, административного центра района. Абсолютная высота — 159 метров над уровнем моря. Площадь населённого пункта — 0,0026 км².

## История
По состоянию на 1905 год, в деревне Загорье (Линковщина) проживало 58 человек (29 мужчин и 29 женщин). В административном отношении входила в состав Иодской волости Дисненского уезда Виленской губернии.
В 1921 году входила в состав гмины Йоды Дисенского повета Виленского воеводства Второй Польской республики. Числилось 50 жителей (23 мужчины и 27 женщин), проживавших в 9 домах. В этническом составе населения того периода белорусы составляли 100 %. В конфессиональном составе населения преобладали католики (94 %), также были представлены православные христиане (6 %).

## Население
По данным переписи 2019 года, постоянное население в деревне отсутствовало.
| Год  | Население, человек |
| ---- | ------------------ |
| 1905 | 58                 |
| 1921 | ↘ 50               |
| 2009 | ↘ 0                |
| 2019 | → 0                |